# Кагу
Кагуто (Rhynochetos jubatus) е птица с гребен, дълги крака и синкаво-сив цвят, ендемична за гъстите планински гори в Нова Каледония. Няма други съществуващи представители на рода Rhynochetos освен нея, но на базата на фосилни остатъци е описан втори вид от същата родова група. На дължина достига 55 cm. Оперението е сиво, а краката са светлочервени. Като цяло, е нелетяща, прекарва повечето си време на или близо до земната повърхност и се храни с безгръбначни животни. Строи гнездото си с помощта на стръкове по горската земя. И двамата родители се редуват в мътенето на яйцето и отглеждат малките си. Оказва се, че кагуто е уязвимо по отношение на интродуцирани хищници и е заплашено от изчезване.
Кагу традиционно са класифицирани в разред Жеравоподобни, но съвременните изследвания не откриват близка връзка с тях и те са отделени в разред Eurypygiformes, включващ само още един съвременен вид – живеещата в тропическа Америка слънчева чапла.